# 3연벙
3연벙(三連-)은 2004년 11월 12일, 대한민국의 스타크래프트리그 EVER 스타리그 2004 4강전 임요환 대 홍진호가 맞붙은 경기를 일컫는 말로 임요환 선수가 홍진호 선수를 상대로 3세트 연속 벙커링을 시전해 총 경기 시간 22분 42초만에 승리를 거두었다. 이 싱겁게 끝났던 경기 내용으로 인해 스타크래프트 리그 팬 사이에서 큰 반향을 일으켰고 스타리그가 종료된 이후에도 지속적으로 회자되고 있다.

## 경기
4강 1차전에서 박정석과 최연성이 매 경기마다 치열한 접전을 벌이고 5세트까지 가는 경기였기에 다음 경기였던 임요환 대 홍진호의 경기에 대한 팬들의 기대는 이전 경기 이상의 경기가 나올 것이라는 예상과 함께 고조되고 있었다. 당시 SKT T1의 주훈 감독은 임요환이 연습하는 것을 보고 맵을 조각조각 분해하여 다시 짜맞추는 것 같았다고 하였고 KTF 매직엔스 정수영 감독도 홍진호도 말을 걸기 무서울 정도라고 하였다. 경기 당일 코엑스 메가스타디움 경기장에는 평소 경기에는 100여명에 모였으나 이 날에는 1천여명이 모였고 관련 스타크래프트 커뮤니티에서는 경기를 보기 전 치킨을 시켰다는 글이 속속들이 올라왔다.
그러나 경기 내용은 임요환 선수가 성공하면 5분안에 승리를 가져갈 수 있고 실패하면 5분안에 패배하는 벙커링 전략을 3세트 연속 사용하였고 3세트 전부 승리를 거둔 것.
그 날 충격을 받았던 홍진호는 숙소에서 뛰쳐나와 30분 동안 쉬지 않고 달렸고 박정석, 조용호를 비롯한 홍진호의 팀 동료들이 홍진호를 찾다가 수서의 한 PC방에서 자신의 팬 카페에 "저는 폭풍 저그도 아니고 오늘은 그냥 저그였습니다."라는 말을 남겼고 잠실·신천에서 지인과 같이 밤늦게 술을 마시고 길거리에서 소리를 질렀다는 후문이 있다.
7월 30일 스타크래프트 리마스터링 기념 대회에서 前 프로게이머 김정민 선수가 2라운드 임요환 vs 홍진호 경기 해설 중에 수서역으로 홍진호 선수를 찾아가서 밤새 술을 먹었다는 이야기를 하였다.

## 그 이후
이 사건 이후 홍진호는 슬럼프에 빠져 승률 6할을 기록하던 전과는 달리 우승권에서 멀어지고 은퇴할 때까지 승률 50%를 회복하지 못했다. 한참이 지난 후 한 매체와의 인터뷰에서 임요환은 삼연벙 사건에 대해 한 번은 막을 것이라 기대를 하고 썼고 벙커링 이후 운영까지 준비하였고 4, 5세트는 다른 빌드를 준비했었다고 말했다. 해설자 엄재경은 tving 스타리그 2012 16강에서 앞으로 e-sports가 10년이 지나서 그때 초, 중학생들이 임요환, 홍진호를 모르는 이런 시대가 오더라도 '먼 옛날에 삼연벙이란 전설이 있었어' 이런 이야기를 할 것이라는 말을 남겼다.